# Azebo Galla
Gli Azebo Galla (talvolta scritto anche Azebo-Galla e Azebò-Galla) sono un'etnia appartenente al gruppo Oromo, insediatisi nella parte settentrionale dell'acrocoro etiopico probabilmente nel corso del XVI secolo. L'insediamento principale degli Azebo-Galla è Corbetta (1750 m s.l.m.).

## Storia
Noti come combattenti determinati e feroci e tradizionali avversari degli Amhara, nel corso della guerra italo-etiopica del 1935-36 si allearono con gli italiani, tra l'altro partecipando alla battaglia di Mai Ceu dove riportarono 1600 caduti. Con la nascita dell'Africa Orientale Italiana gli Azebo Galla furono inglobati nella colonia Eritrea, andando a costituire un Commissariato col nome di Paese dei Galla e con capoluogo la cittadina di Allomatà, che si trova sulla strada Asmara-Addis Abeba. Nel 1942 gli Azebo Galla si sollevarono contro le truppe britanniche che occupavano l'A.O.I., ancora una volta a fianco degli italiani, e le loro azioni di guerriglia durarono a lungo costituendo una minaccia alle comunicazioni militari inglesi sulla direttrice Dessiè-Macallè.